# Pálmajor (Gárdony)
Pálmajor egy majorság Agárd mellett, jelenleg pihenőparkként funkcionál. A terület Gárdonyhoz tartozik.

## Földrajza

### Fekvése
Gárdonytól 6,5 kilométerre délre, Zichyújfalutól 4-5 kilométerre északra, Csiribpusztától 0,8-1 kilométerre északkeletre fekszik.

## Gazdaság
Pálmajorba a Dörömbözi Kft., az R-Farmer Kft. és az Agri-Pellet Kft. vállalkozásoknak van bejelentett telephelye vagy székhelye.
Az Agri-Pellet Kft. törökbálinti székhelyű, fűtéstechnikai vállalkozás. Az Agri-Pellet Kft. a biomassza fűtésre specializálódott vállalkozás. A vállalkozás telephelye a 2484 Agárd, Pálmajor 0161/6. cím alá, a székhelye pedig a 2045 Törökbálint, Károlyi M. u. 13. cím alá van bejelentve. Az Agri-Pellet 2003. június 25-én alapult, 3 000 000 forint jegyzett tőkével.
Az R-Farmer Kft. pálmajori székhelyű, tárolással és raktározással, illetve saját tulajdonú, bérelt ingatlan bérbeadásával és üzemeltetésével foglalkozó vállalkozás. A vállalkozás székhelye a 2484 Agárd, Pálmajor 0161/6. cím alá van bejelentve. Az R-Farmer Kft. 1993. december elsején alapult, 50 000 000 forint jegyzett tőkével.
A Dörömbözi Kft. agárdi székhelyű, pálmajori telephellyel rendelkező, mezőgazdasági vállalkozás. A vállalkozás székhelye a 2484 Agárd, Tünde u. 3. címre van bejelentve, képviselője Dörömbözi József. A Dörömbözi Kft. 1996. december 27-én alapult, 7 000 000 forint jegyzett tőkével. A Dörömbözi Kft tagja a Vetőmag Szövetségnek.
A Dörömbözi Kft. pálmajori telephelyét Dörömbözi-tanyaként is szokás nevezni. A Dörömbözi-tanyán 2010. január 13-án, reggel tűz pusztított. A tanyán a szalma, alom és takarmány kapott lángra. A tanyán lévő bikáknak, birkáknak és sertéseknek semmi bajuk nem lett. A kár 5 000 000 forint volt.

## Turizmus

### Pálmajor Pihenőpark és Rendezvényközpont
A Pálmajor Pihenőpark és Rendezvényközpont rendezvények, esküvők stb. számára alkalmas helyszínt nyújt.
A pihenőpark területén egy apartmanház található. A szállóvendégek számára  5 darab négyágyas és 5 darab kétágyas apartman található.